# Eugène Raynaldy
Jean Jacques dit Eugène Raynaldy, né le 23 décembre 1869 à Rodez (Aveyron) et mort le 15 juin 1938 à Rodez, est un homme politique français.

## Biographie
Avocat au barreau de Rodez, Eugène Raynaldy collabore aussi au Courrier de l'Aveyron, journal local de tendance républicaine modérée, avant d'être candidat malheureux aux législatives en 1910, où il ne parvient pas à prendre le siège de Joseph Monsservin, qui est réélu.
L'élection de Monsservin au Sénat, deux ans plus tard, conduit à une législative partielle à laquelle Raynaldi se présente, sans plus de succès.
Il obtient enfin un siège de député en 1919, étant élu sur une liste « républicaine de gauche » (centre-droit), et réélu en 1924.
Sur la lancée, il entame une carrière d'élu local : conseiller municipal de Rodez à partir de 1919, il en devient le maire entre 1925 et 1935. En 1922, il est aussi élu conseiller général de l'Aveyron.
Parlementaire actif, auteur de nombreux rapports et propositions de loi, il est aussi président de la commission des mines et de celle de la législation civile et criminelle, puis vice-président de la chambre des députés.
Il entame alors une carrière ministérielle, comme ministre du commerce et de l'industrie d'Edouard Herriot, entre juin 1924 et mai 1925.
Il perd cependant son siège de député en 1928, lorsque le scrutin d'arrondissement est rétabli, au profit du candidat de droite Louis Bonnefous.
Il revient cependant rapidement sur la scène politique nationale, étant élu Sénateur de l'Aveyron en octobre 1929.
Sa nomination comme ministre de la Justice dans le cabinet Chautemps, en novembre 1933 participe de la crise politique liée à l'affaire Stavisky. Une campagne de presse est menée contre lui, du fait de sa participation à une affaire louche, et la chute du gouvernement en janvier 1934 provoque la fin de sa carrière ministérielle.
Désormais au second plan dans la vie politique, il connaît par ailleurs des problèmes de santé, qui le conduisent à cesser de siéger au Sénat en janvier 1938. Il meurt d'un arrêt cardiaque quelques mois plus tard.

## Liste des fonctions et mandats
- Député Gauche républicaine démocratique de l'Aveyron de 1919 à 1928
- Sénateur de l'Aveyron de 1930 à 1938
- Ministre du Commerce et de l'Industrie du 14 juin 1924 au 17 avril 1925 dans le gouvernement Édouard Herriot (1)
- Ministre de la Justice du 26 novembre 1933 au 27 janvier 1934 dans le gouvernement Camille Chautemps (2)
- Maire de Rodez de 1925 à 1935

## Sources
- « Eugène Raynaldy », dans le Dictionnaire des parlementaires français (1889-1940), sous la direction de Jean Jolly, PUF, 1960 [détail de l’édition]